# Jean Arp
Jean (Hans) Arp (Estrasburgo, 16 de septiembre de 1887-Basilea, 7 de junio de 1966) fue un escultor, poeta y pintor franco-alemán. Fue uno de los fundadores del dadaísmo. Junto al Poeta Vicente  Huidobro,  chileno, escribió las "Tres inmensas Novelas".

## Biografía
Nació en Estrasburgo, durante el breve período siguiente a la guerra franco-prusiana, cuando la zona era conocida como Alsacia-Lorena, después de haber sido devuelta a Alemania por  Francia.  Cuando el territorio fue reincorporado a Francia al término de la Primera Guerra Mundial, las leyes francesas determinaron que su nombre sería Jean y no Hans.
En 1904, tras asistir a la Escuela de Artes y Oficios en Estrasburgo, fue a París, donde publicó por primera vez sus poesías. Desde 1905 hasta 1907 estudió en la Kunstschule (Escuela de Arte) de Weimar y en 1908 regresó a París en donde asistió a la Académie Julian.
En 1915 se mudó a Suiza, para aprovechar la neutralidad suiza. Arp más tarde contó la historia de cómo, cuando le notificaron que debía presentarse a la embajada alemana, evitó ser reclutado para el ejército: tomó el papeleo que le dieron y, en el primer espacio, escribió la fecha. Después puso la fecha en todo el resto de espacios en blanco, luego trazó una línea por debajo y cuidadosamente las sumó. Entonces se quitó toda la ropa y marchó con los papeles en la mano. Le dijeron que se marchara a casa.
En 1915 conoció a la artista suiza Sophie Taeuber, con quien colaboró asiduamente. Arp fue miembro fundador del movimiento dadaísta en Zúrich en 1916. En 1920, como Hans Arp, junto a Max Ernst, y el activista social Alfred Grünwald, se estableció en el grupo dadaísta  de Colonia. Sin embargo, en 1925 su obra apareció también en la primera exposición del grupo surrealista en la Galerie Pierre de París. 
De este mismo año es su libro, conjunto con El Lissitzky sobre «Los ismos en el arte».
Arp combina las técnicas de automatismo y las oníricas en la misma obra desarrollando una iconografía de formas orgánicas que se ha dado en llamar escultura biomórfica, en la que se trata de representar lo orgánico como principio formativo de la realidad. Su poesía se incluye dentro del movimiento surrealista.
En 1926 Arp se trasladó al suburbio de Meudon en París. En 1931 rompió con el movimiento surrealista y fundó Abstracción-Creación, trabajando con este grupo parisino y editando en la revista Transition.
A partir de los años 1930 y hasta su muerte escribió y publicó ensayos y poesía. En 1942 huyó de su casa en Meudon escapando de la ocupación alemana y vivió en Zúrich hasta el final de la guerra.
Arp visitó  Nueva York en 1949 para presentar una exposición individual en la Galería Buchholz. En 1950 se le ofreció el realizar un relieve para el Graduate Center de la Universidad de Harvard en Cambridge, Massachusetts y se le encargó el mural del edificio de la Unesco en París. En 1954 Arp ganó el Gran Premio de escultura de la Bienal de Venecia.
En 1958 se presentó una muestra retrospectiva de sus trabajos en el Museo de Arte Moderno de Nueva York, a la que siguió una exposición en el Museo de Arte Moderno de París, en 1962.
El Musée d'Art moderne et contemporain de Estrasburgo conserva muchas de sus pinturas y esculturas.
Arp murió en Basilea.

## Galería

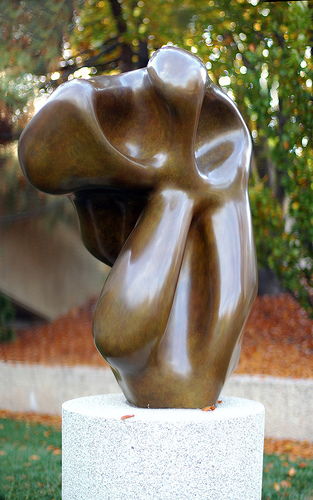
Evocation of a Form: Human Lunar Spectral (1950)
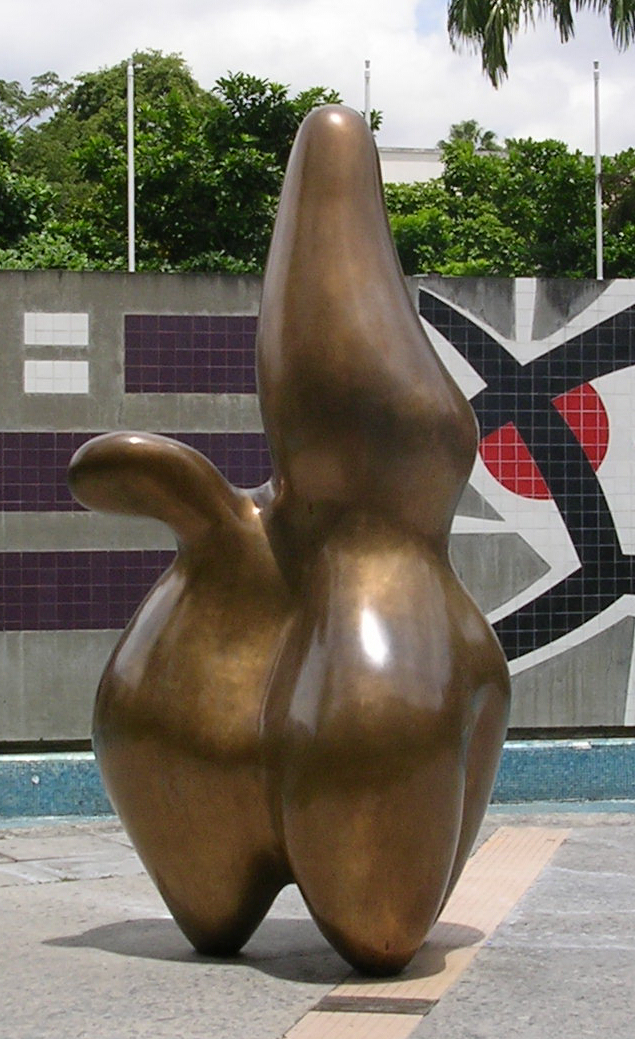
Pastor de Nubes (1953), Universidad Central de Venezuela en Caracas
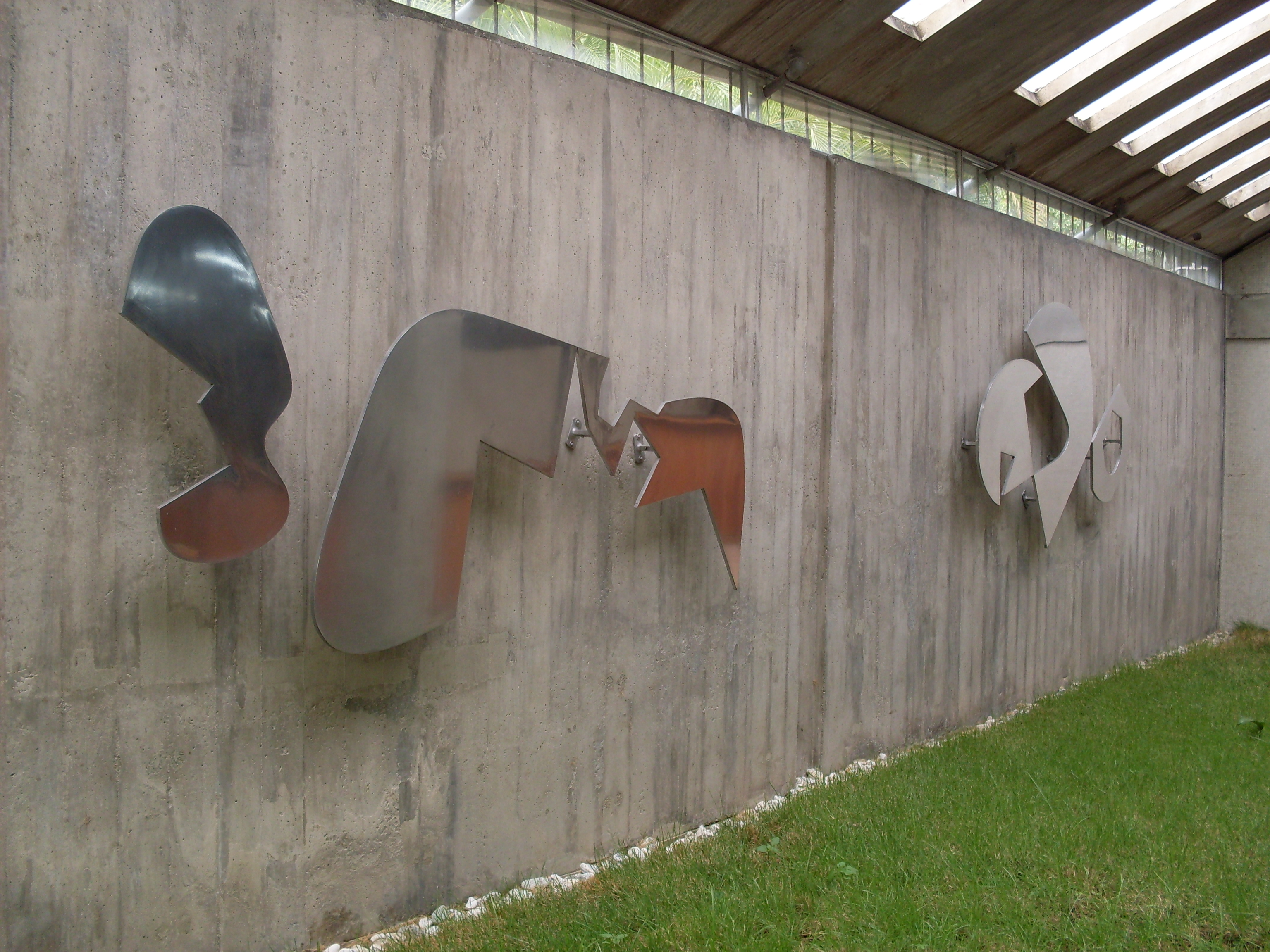
Siluetas en relieve (1956), Universidad Central de Venezuela, en Caracas
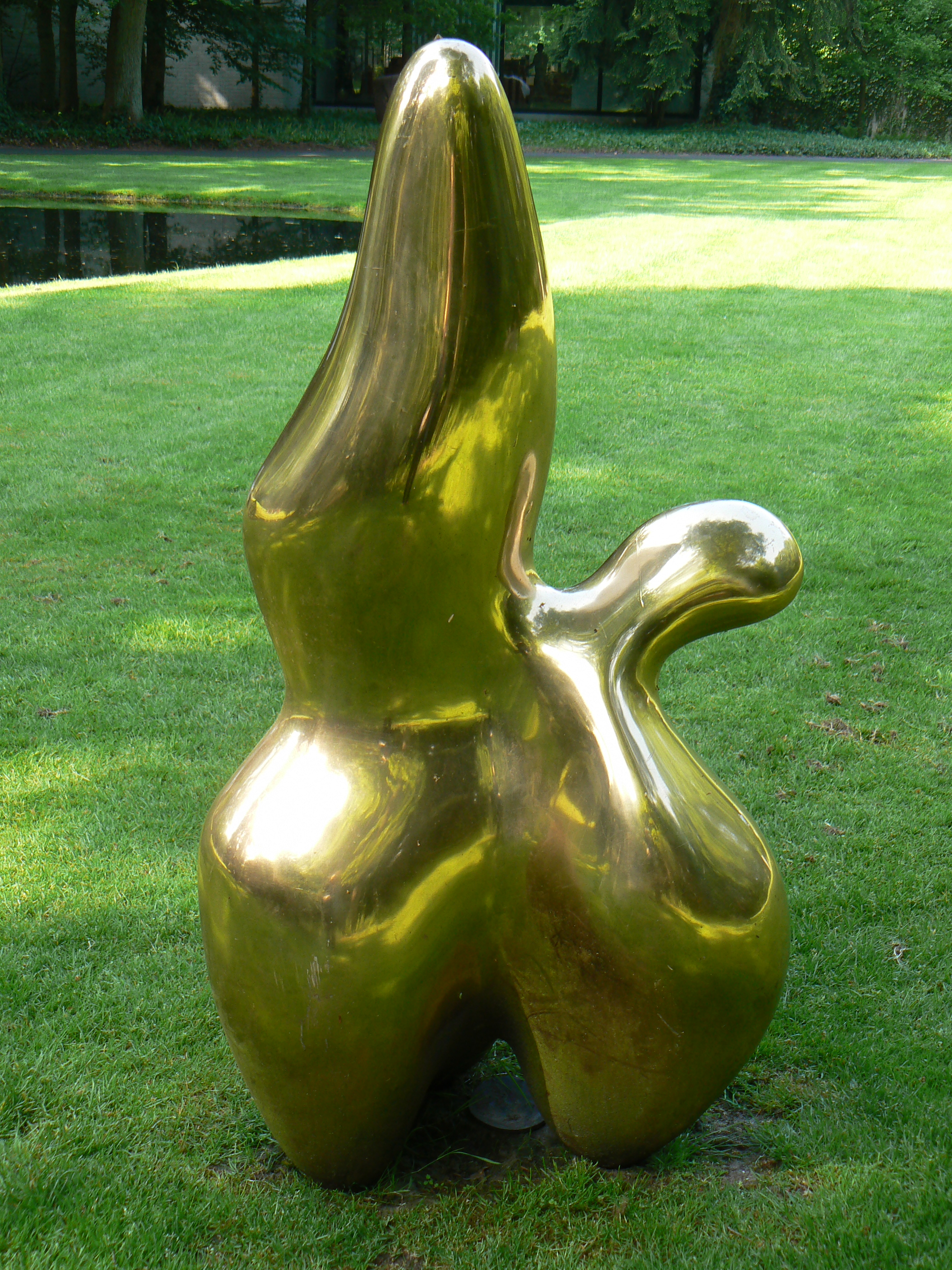
Berger de nuages (1953)
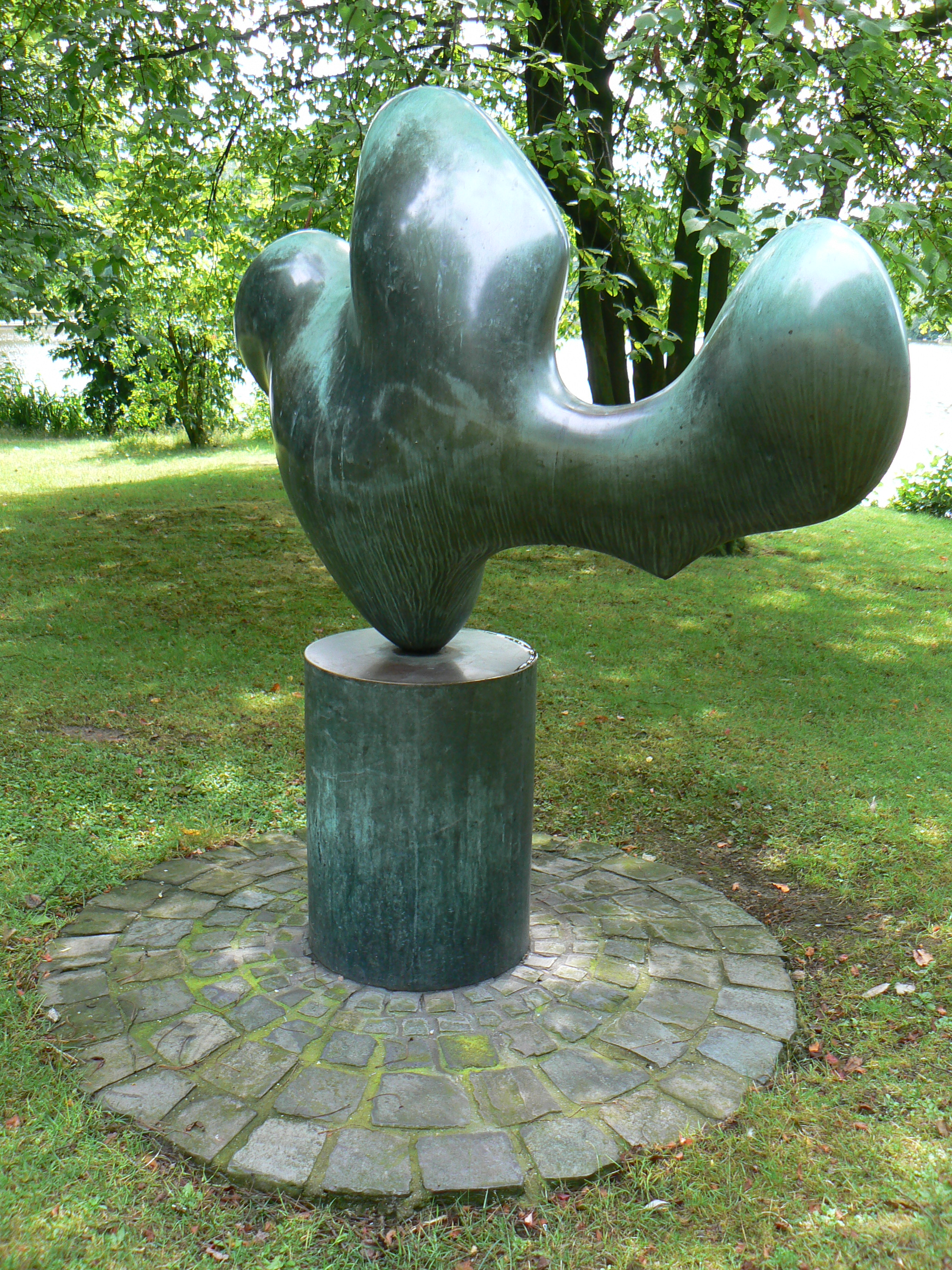
Feuille se reposant (1959)
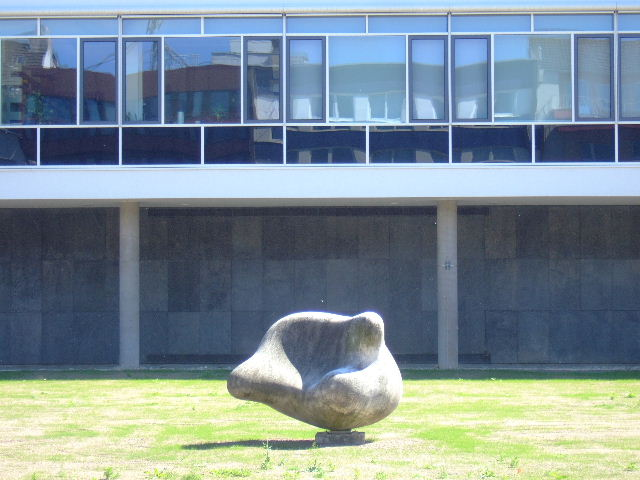
Wolkenschale (1961)
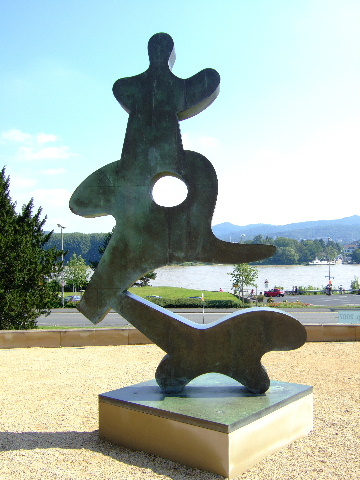
Bewegtes Tanzgeschmeide (1960/1970)
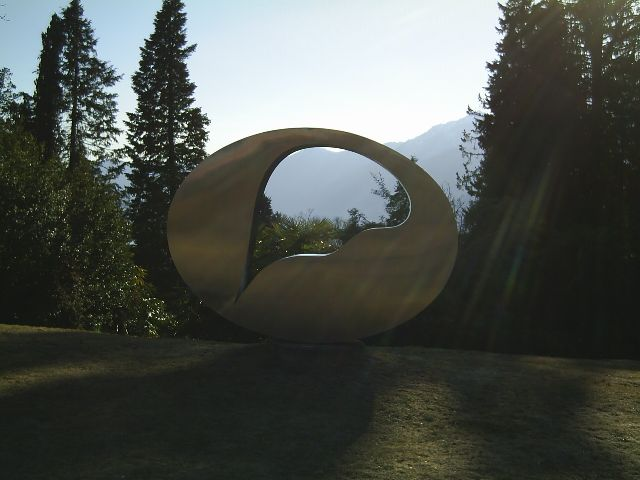
„Roue Oriflamme“/ „Goldflammendes Rad“ (1962) en Monte Verità
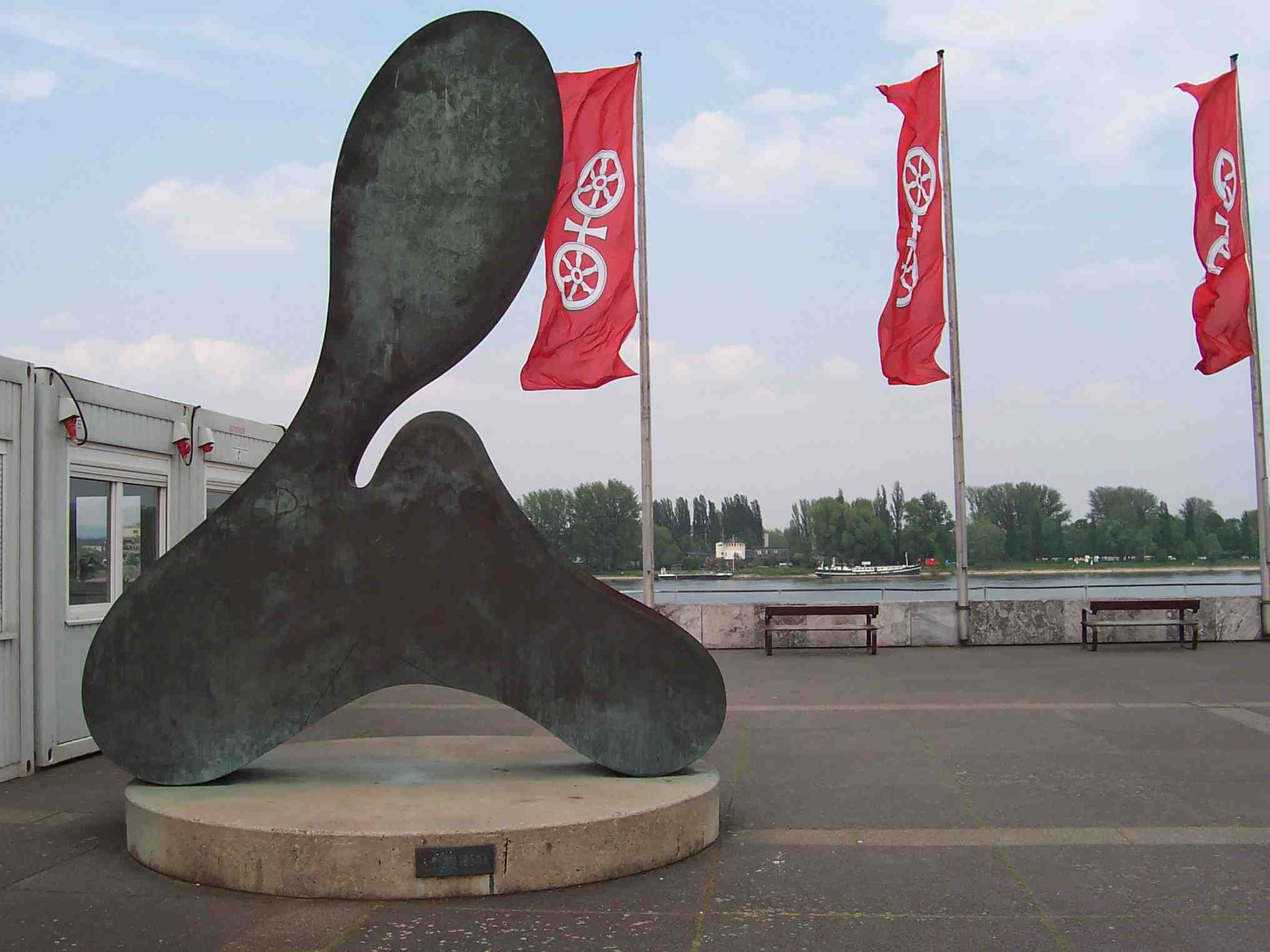
Schlüssel des Stundenschlägers (1962/1974)